# Pfarrkirche Laterns

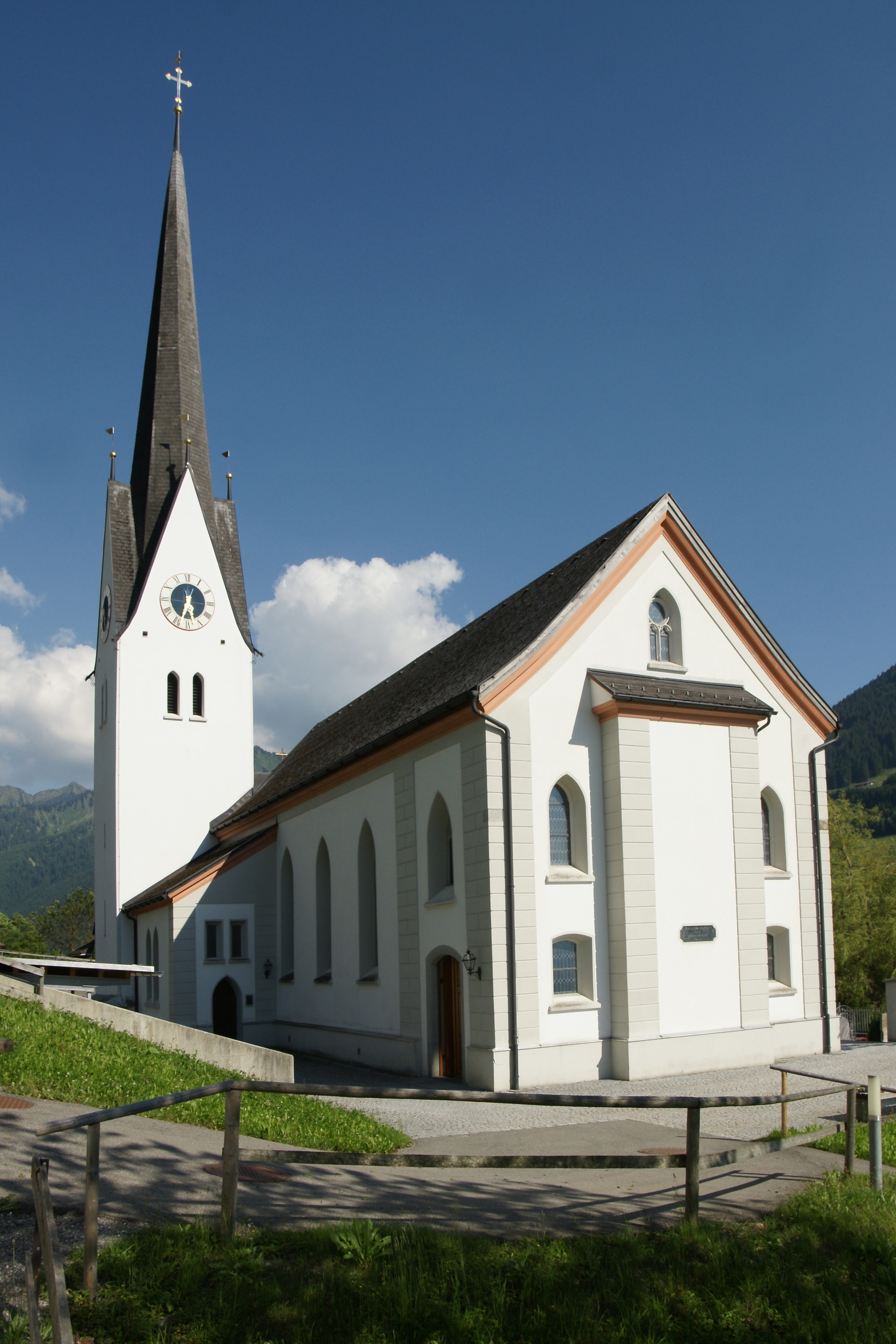
Pfarrkirche hl. Nikolaus in Laterns

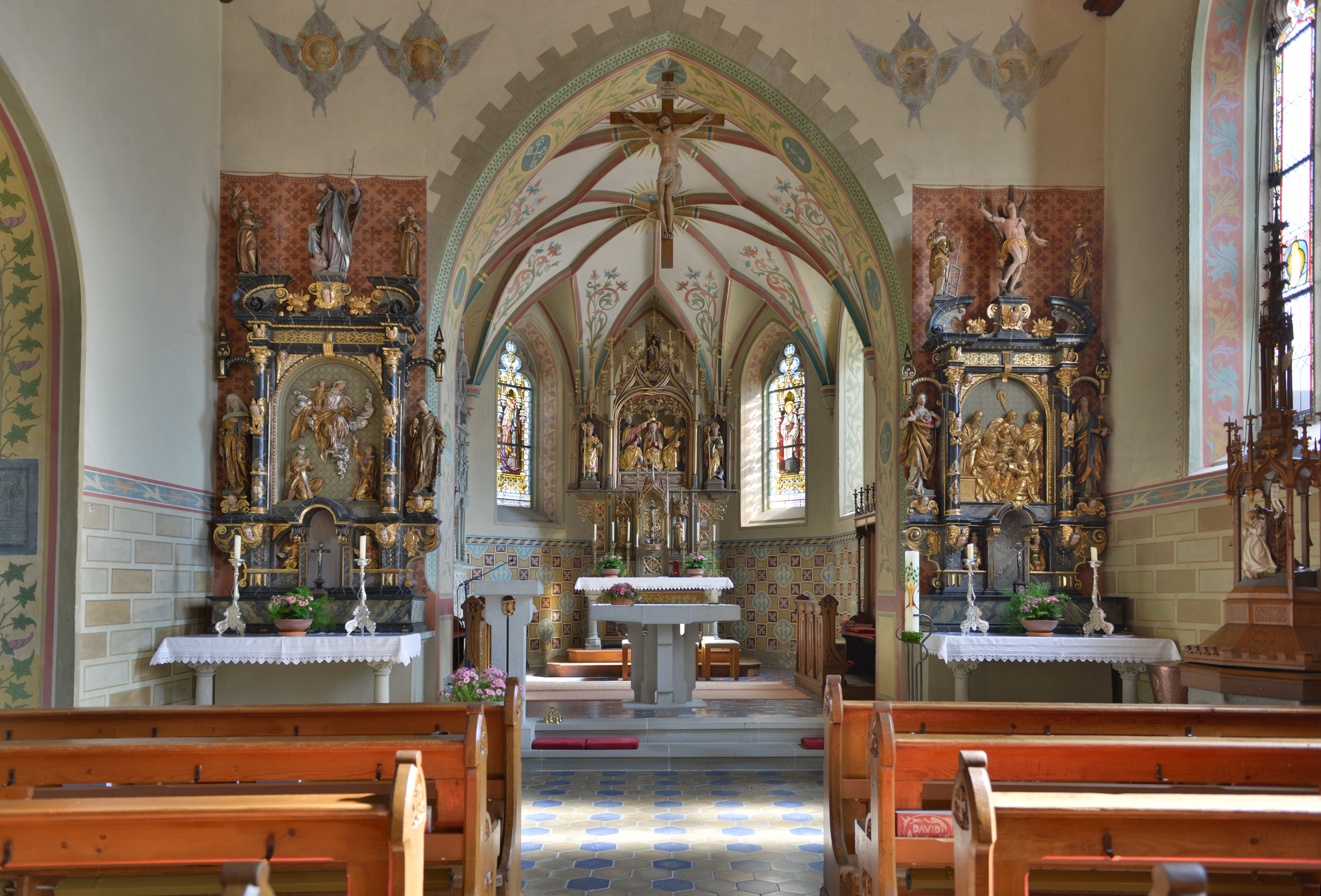
Innenraum der Pfarrkirche hl. Nikolaus in Laterns

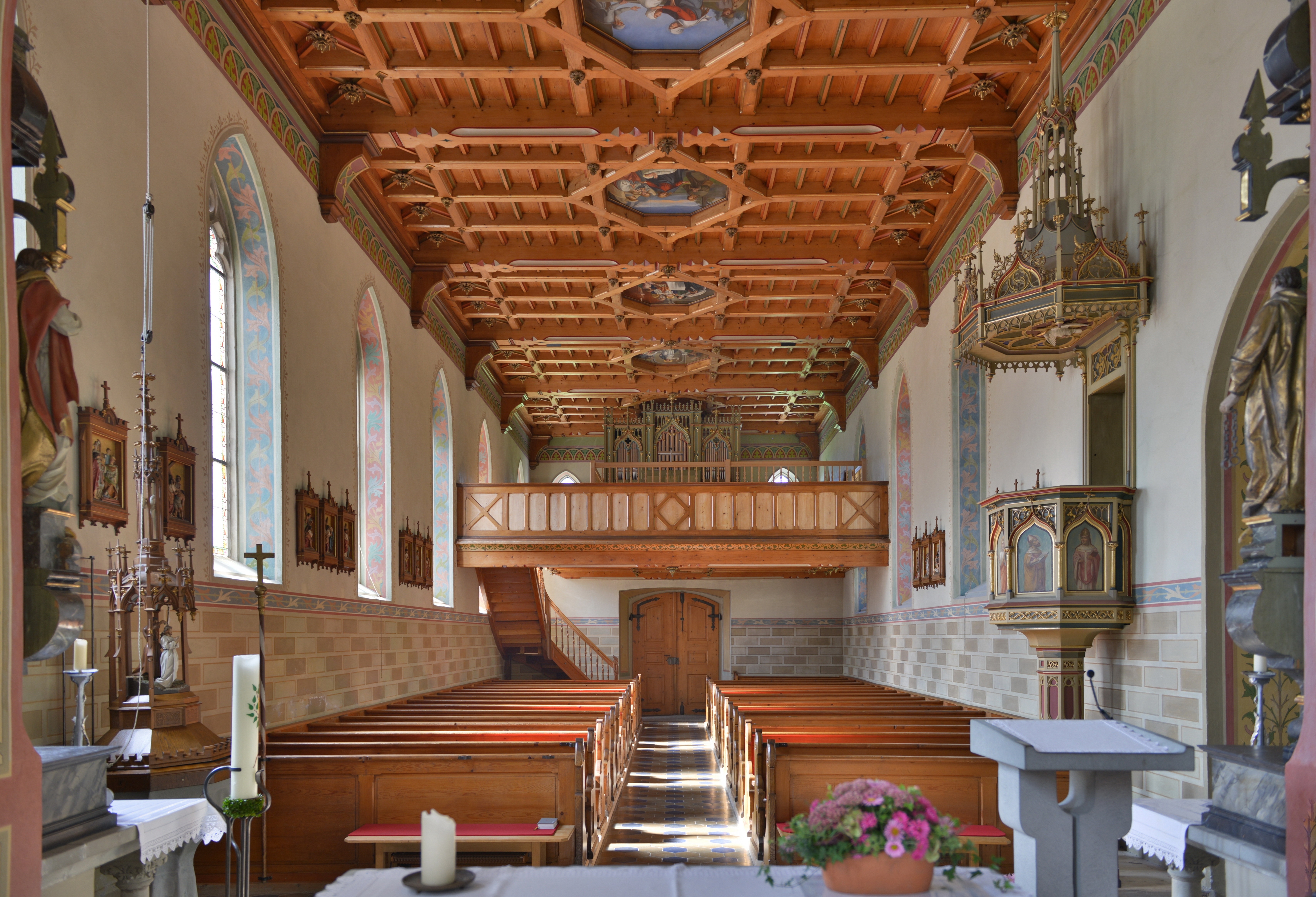
Ansicht zur Empore mit der Kirchenorgel

Die Pfarrkirche Laterns ist eine römisch-katholische Kirche im Laternsertal im Dorf Thal in der Gemeinde Laterns. Das Kirchengebäude und der Friedhof stehen unter Denkmalschutz (Listeneintrag). und gehören zur Pfarre Laterns im Dekanat Rankweil, welches zur Diözese Feldkirch gehört. Die Kirche ist dem heiligen Nikolaus geweiht, das Patrozinium wird jährlich am 5. Dezember begangen. Die hll. Nikolaus und Theodul sind die Schutzpatrone des Walser, die das Laternsertal im Mittelalter besiedelten.

## Geschichte
Die Kirche in Thal ist die älteste Kirche im Laternsertal. 1411 wurde im Dorf Thal eine kleine Kapelle zu Ehren des hl. Nikolaus vom Generalvikar des  Bischofs von Chur eingeweiht. Diese musste Ende des 15. Jahrhunderts einer größeren Kirche weichen, die am 7. Mai 1502 ihrer Bestimmung übergeben wurde. Bereits 1452 wurde eine Außenstelle der Pfarre Rankweil hier errichtet.
1611 erfolgten die Erhebung zur selbständigen Pfarre und eine erste Erweiterung und Umbau der Kirche. Ein Teil der hölzernen Figuren stammen von Erasmus Kern. 1645 wurde der Kirchturm durch einen Blitzschlag stark beschädigt und dabei zwei Kinder tödlich verletzt. 1673 wurde die bestehende Kirche erweitert und barockisiert. 1892/1893 wurde sie nach den Plänen von Johann Marggraff vergrößert und umfassend restauriert. Dabei wurde die Kirche auf Bestreben von Pfarrer Franz Schratz (1891–1894) vergrößert, entbarockisiert, regotisiert und restauriert, wobei die Steinmetz- und Baumeisterarbeiten von Fidel Kröner ausgeführt wurden.
1956 wurde die Kirche wiederum renoviert und verändert. Diese Veränderungen wurden bei der Renovierung 1999 vielfach wieder auf den Zustand von 1892 zurückgeführt.

## Lage
Die Kirche (921 m ü. A.) bildet einen Teil des Zentrums des Dorfes Thal und beherrscht architektonisch den Ort. Die Kirche befindet sich auf der Parzelle „St. Nikolaus“ und liegt direkt an der Laternserstraße (L 51). Südwestlich und südöstlich vom Kirchengebäude befindet sich der direkt angeschlossene Friedhof.

## Architektur
Der neugotische Kirchenbau wird durch ein Langhaus mit Satteldach und einen eingezogenen gotischen 3/8-Chor gebildet. Das Langhaus mit Chor ist etwa 31 m lang und 10 m breit. Das Langhaus ist etwa 13 m hoch.
An den Chor mit niedrigem Satteldach schließt nordöstlich ein angebauter Turm mit einer Höhe von etwa 27 m an. Langhaus und Chor weisen Spitzbogenfenster auf. Der Chorbogen ist nach oben spitz (Spitzbogen) und mit einem Chorbogen-Kruzifix in der Mitte, mit üppiger Bemalung, ausgeführt. Der Boden im Innenraum ist gefliest.
Die Kirche ist von Nordwest nach Südost (Chor) ausgerichtet.

## Ausstattung
An die Herkunft der Vorfahren der Bewohner des Laternsertals, die Walser, erinnern eine rechts am neugotischen Hochaltar befindliche Statue des Heiligen Theodul aus dem 15. Jahrhundert und eine Darstellung des hl. Nikolaus links auf dem Hochaltar. An der Außenseite der Kirche sind zwei eingesetzte Steine aus Sitten zu sehen und an der Vorderfront ein schwarzer Serpentin aus dem Jahre 1892 mit der Inschrift „GOTT ZUM GRUSS – AVS DER ALTEN HEIMAT VALLIS“.
Der Hochaltar stammt von Fidelis Rudhardt, der ihn 1892 anlässlich des damaligen Erweiterungsumbaus der Kirche geschaffen hat. Im Schrein befindet sich eine spätgotische Gruppe, welche die Krönung Mariens darstellt. Das Gesprenge ziert die Figur des hl. Mauritius von Fidelius Rudhardt, der auch die beiden Tabernakel schuf. Unterhalb der Mensa befindet sich in einem Schrein eine Reliquie des hl. Modestus.
In der Mitte des Presbyteriums steht ein Sandsteinaltar des Bildhauers Albrecht Zauner, der anlässlich der jüngsten Renovierung geschaffen wurde. Die leicht geschwungene Mensa ruht auf fünf Säulen – Symbol für die Wundmale Jesu. Auch der Ambo links des Altares zählt zu den Schöpfungen dieses Künstlers. An der Nordwand hinter dem Ambo befindet sich das Sakramentshäuschen aus grauem Sandstein mit der Jahreszahl 1509, das mit den Wappen Österreichs (Doppeladler) und Montforts sowie mit Steinmetzzeichen verziert ist. An der Ostwand der Pfarrkirche stellen zwei Glasgemälde die Heiligen Silvester und Aloysius dar.
Im vordersten Fenster der rechten Seite findet sich eine kleine Scheibe mit dem Bild der Immaculata aus dem Jahr 1507. Im Chor befindet sich links ein Glasgemälde mit dem hl. Silvester und rechts mit dem hl. Aloysius (beide um 1892). Bei den Kirchenfenstern sind jeweils in den unteren Leisten die Stifter genannt.
Der Taufstein stammt ebenfalls aus der Zeit um 1507, wobei der Aufsatz von Fidelis Rudhardt erst 1892 geschaffen wurde. Vor dem Chorbogen sind Seitenaltäre installiert.
Die rote, hölzerne Decke (Plafond) in Kassettenform mit Gemälden stammt aus dem Jahr 1892 und es sind darin fünf Bilder von Alfons Luger (1901) zu sehen.
1895 wurde von den Gebrüder Mayer in Feldkirch-Altenstadt für die Pfarrkirche die erste pneumatische Orgel in Vorarlberg gebaut.